# Suta spectabilis
Suta spectabilis — вид отруйних змій родини аспідових (Elapidae). Ендемік Австралії.

## Поширення і екологія
Suta spectabilis мешкають на півдні і південному сході Австралії, від рівнини Налларбор на півдні Західної Австралії через Південну Австралію до Вікторії та Нового Південного Уельсу. Вони живуть на сухих луках та в чагарнникових заростях.